# Wahlbezirk Böhmen 77
Der Wahlbezirk Böhmen 77 war ein Wahlkreis für die Wahlen zum Abgeordnetenhaus im österreichischen Kronland Böhmen. Der Wahlbezirk wurde 1907 mit der Einführung der Reichsratswahlordnung geschaffen und bestand bis zum Zusammenbruch der Habsburgermonarchie.

## Geschichte
Nachdem der Reichsrat im Herbst 1906 das allgemeine, gleiche, geheime und direkte Männerwahlrecht beschlossen hatte, wurde mit 26. Jänner 1907 die große Wahlrechtsreform durch Sanktionierung von Kaiser Franz Joseph I. gültig. Mit der neuen Reichsratswahlordnung schuf man insgesamt 516 Wahlbezirke mit je einem zu wählenden Abgeordneten, die durch Direktwahl mit allfälliger Stichwahl bestimmt wurden. Der Wahlkreis Böhmen 77 umfasste die Städte Gablonz, Wiesenthal an der Neiße, Tannwald und Morchenstern. Aus der Reichsratswahl 1907 ging Wenzel Bösmüller von den Sozialdemokraten hervor, der seinen Sitz bei der Reichsratswahl 1911 an Adolf Glöckner von den Deutschradikalen verlor.

## Wahlergebnisse

### Reichsratswahl 1907
Die Reichsratswahl 1907 wurde am 14. Mai 1907 (erster Wahlgang) sowie am 23. Mai 1907 (Stichwahl) durchgeführt.

#### Erster Wahlgang
| Kandidat                                                              | Partei                      | Wahlkreis- stimmen | Prozent |
| --------------------------------------------------------------------- | --------------------------- | ------------------ | ------- |
| Wenzel Bösmüller                                                      | Sozialdemokratische Partei  | 2927               | 43,6 %  |
| Franz Prade                                                           | Freialldeutsche Partei      | 1856               | 27,6 %  |
| Karl Wilhelm Bosselt                                                  | Deutsche Fortschrittspartei | 1637               | 24,4 %  |
| Č. Lisy                                                               | Tschechischer Kandidat      | 195                | 2,9 %   |
| Albert Gessmann                                                       | Christlichsoziale Partei    | 85                 | 1,3 %   |
|                                                                       | Sonstige Parteien           | 21                 | 0,3 %   |
| Wahlberechtigte: 9717, Ungültige Stimmen: 24, Wahlbeteiligung: 69,4 % |                             |                    |         |

#### Stichwahl
| Kandidat                                                               | Partei                     | Wahlkreis- stimmen | Prozent |
| ---------------------------------------------------------------------- | -------------------------- | ------------------ | ------- |
| Wenzel Bösmüller                                                       | Sozialdemokratische Partei | 3475               | 51,6 %  |
| Franz Prade                                                            | Freialldeutsche Partei     | 3257               | 48,4 %  |
| Wahlberechtigte: 99717, Ungültige Stimmen: 75, Wahlbeteiligung: 70,2 % |                            |                    |         |

### Reichsratswahl 1911
Die Reichsratswahl 1911 wurde am 13. Juni 1911 durchgeführt. Die Stichwahl entfiel auf Grund des absoluten Mehrheit für Adolf Glöckner im ersten Wahlgang.
| Kandidat                                                              | Partei                     | Wahlkreis- stimmen | Prozent |
| --------------------------------------------------------------------- | -------------------------- | ------------------ | ------- |
| Adolf Glöckner                                                        | Deutschradikale Partei     | 4663               | 57,7 %  |
| Wenzel Bösmüller                                                      | Sozialdemokratische Partei | 3379               | 41,4 %  |
| Franz Habel                                                           | Christlichsoziale Partei   | 51                 | 0,6 %   |
| Theodor Rakus                                                         | Alldeutsche Vereinigung    | 49                 | 0,6 %   |
|                                                                       | Sonstige Parteien          | 29                 | 0,4 %   |
| Wahlberechtigte: 9914, Ungültige Stimmen: 75, Wahlbeteiligung: 83,2 % |                            |                    |         |